# Petit-suisse
El Petit-suisse (petit suís en català) és un formatge fresc provinent de la regió francesa de Normandia.

## Producció i ús
El Petit-suisse és un formatge fresc, sense madurar, sense sal i de textura suau i cremosa. Prové de la llet de vaca enriquida amb crema, per la qual cosa té un contingut de greixos proper al 40%. El formatge se suavitza i escorre en una centrifugadora. Un formatge típic pesa al voltant d'uns 30 grams, i s'empaqueta en un cilindre d'aproximadament 4 cm d'alçada i 3 cm de diàmetre.
Pot ser consumit amb sucre, com a postres amb melmelada o mel, o salat i assaonat amb herbes. També s'empra en farcits de carn. En el cas dels conills, a vegades s'hi aplica una mescla de petit-suisse i mostassa per a evitar que la carn s'assequi durant la cocció.

## Història i desenvolupament
Tot i el seu nom, el petit-suisse no prové de Suïssa, sinó de Normandia, on, en la dècada dels 1850, un treballador suís d'una lleteria a Auvilliers (Alta Normandia) va suggerir que s'afegira crema per a enriquir la quallada emprada en el formatge.
Originalment, es venia en un embolcall de paper fi i empacats de sis en caixes de fusta. Els formatges pesaven sobre uns 60 grams cadascú i es denominaven, simplement, "suisse". Actualment, els formatges són manufacturats a França i es venen tant en el normal petit-suisse de 30 grams o en un format de 60 grams anomenat double petit-suisse.

## Curiositats
- A l'àlbum Astèrix a Helvècia, un personatge secundari rebia el nom de Petisuix, a l'original en francès.